# کنتارو گونجی
کنتارو گونجی (انگلیسی: Kentaro Gunji؛ زادهٔ ۶ ژوئیهٔ ۱۹۹۲) بازیکن فوتبال اهل ژاپن است.